# Square Co.
Square Co., Ltd., cunoscut internațional și sub numele său de marcă SquareSoft, a fost un dezvoltator și editor de jocuri video japonez. A fost fondat în 1986 de Masafumi Miyamoto, care și-a desprins o parte din compania de electronice a tatălui său Den-Yu-Sha. Printre angajații săi timpurii au fost Hironobu Sakaguchi, Hiromichi Tanaka, Akitoshi Kawazu și Koichi Ishii, artistul Kazuko Shibuya, programatorul Nasir Gebelli și compozitorul Nobuo Uematsu. Inițial concentrat pe jocuri de acțiune, echipa a văzut succes popular cu jocul de rol Final Fantasy în 1987, care a condus la franciza cu același nume fiind una din francizele sale importante. Angajați notabili ulteriori includ Yoshinori Kitase și Takashi Tokita, designerul și scenaristul Yasumi Matsuno, artiștii Tetsuya Nomura și Yusuke Naora și compozitorii Yoko Shimomura și Masashi Hamauzu.
Inițial dezvoltând pentru PC-uri, apoi exclusiv pentru sistemele Nintendo, Square s-a despărțit de Nintendo în anii 1990 să dezvolte pentru viitoarea consolă PlayStation de la Sony Computer Entertainment. Primul lor proiect major pentru consolă, Final Fantasy VII, a fost un succes critic și comercial mondial și a fost creditat cu ridicarea popularității jocurilor video de rol și consolei PlayStation în afara Japoniei. Alături de seria Final Fantasy, compania a dezvoltat și publicat alte serii notabile, inclusiv SaGa, Mana, Front Mission, Chrono și Kingdom Hearts. De-a lungul anilor, mulți angajați au părăsit să formeze studiouri precum Monolith Soft (Xeno), Sacnoth (Shadow Hearts), Mistwalker (Fantasian) și AlphaDream (Mario & Luigi).
În 2001, compania a avut probleme financiare de la eșecul comercial al filmului Final Fantasy: The Spirits Within, care a condus în final la plecarea lui Sakaguchi din companie în 2003. Eșecul filmului a perturbat discuții de fuziune cu Enix, editor al seriei Dragon Quest. Urmând succesului lui Final Fantasy X și Kingdom Hearts, negocierile au continuat și fuziunea a urmat pe 1 aprilie 2003, formând Square Enix.

## Istorie
Primele jocuri Square au fost lansate pentru Nintendo Family Computer (cunoscut și sub numele de "Famicom," și cunoscut în lumea întreagă ca Nintendo Entertainment System) și Famicom Disk System. Primele lor jocuri nu au avut mare succes, iar în 1987 compania era la un pas de faliment. În același an, Hironobu Sakaguchi a fost făcut responsabil cu crearea unui joc care ar fi putut fi ultimul al companiei. Rezultatul a fost Final Fantasy, un joc de rol pentru Famicom.

## Subsidiare
- Square USA
- Square Europe
- Aques
- DigiCube
- Square Visual Works
- Square Sounds
- Squartz
- The Game Designer Studio
- Square Pictures
- Square Electronic Arts
- Original Disk Group
- Solid
- DreamFactory
- Escape
- Lightweight
- G-Craft
- Kusanagi
- Positron
- Luciola
- Quest Corporation

## Studiouri înrudite
- Love-de-Lic
- Sacnoth
- Monolith Soft
- Brownie Brown
- AlphaDream
- Sprite Animation Studios
- Dreamusic
- Procyon
- Mistwalker

## Square Pictures
Square Pictures, cu sediul în Honolulu, Hawaii, a fost o divizie a Square ce se ocupa cu realizarea unor filme de animație pe calculator. În 1997, au început să lucreze la un film CG de lung metraj bazat pe seria de jocuri video Final Fantasy. În 2000, filmul a fost lansat sub titlul Final Fantasy: Spiritele ascunse. Filmul a avut premiera pe 11 iulie 2001 și a fost întâmpinat de critici cu recenzii împărțite. Datorită costurilor în creștere, la sfârșitul perioadei de producție filmul a depășit cu mult bugetul său inițial anului, ajungând la un cost final de 137 de milioane $, având încasări de doar 85 de milioane de dolari la box-office, Square Pictures fiind desființată la scurt timp după premieră.